# Pterogonium ciliatum
Pterogonium ciliatum là một loài Rêu trong họ Leucodontaceae. Loài này được (Hedw.) Schwägr. mô tả khoa học đầu tiên năm 1811.